# Ligyra eyreana
Ligyra eyreana är en tvåvingeart som beskrevs av Paramonov 1967. Ligyra eyreana ingår i släktet Ligyra och familjen svävflugor. Inga underarter finns listade i Catalogue of Life.